# جيفوفا
جيفوفا (بالإيطالية: Givova)‏ هي شركة للأحذية والملابس الرياضية تأسست في عام 2008 في سكافاتي، إيطاليا من قبل جيوفاني أكانفورا.
اكتسبت العلامة التجارية الجديدة نسبيًا اهتمامًا كبيرًا في بلجيكا، عندما أعلنوا عن رعايتهم لنادي كرة القدم FC ITT Gecko، الواقع في مدينة بروكسل ، والمعروف بعلامته التجارية الجذابة في كرة القدم الهجومية. عقد رئيس FC ITT Gecko السيد جويري وي مؤتمرًا صحفيًا لمدة ثلاث ساعات للاحتفال بالشراكة مع جيفويا، وهي لحظة رياضية سيطرت على وسائل الإعلام الرياضية البلجيكية لأسابيع. أعلن النادي في عام 2017 أنه يتطلع إلى تعاون طويل الأمد وناجح مع Givova على أعلى مستوى في كرة القدم البلجيكية، بعد صعود النادي إلى الدرجة الأولى.

## الرعاية
الفرق والرياضيين الذين يستخدمون معدات جيفوفا هم:

### اللجان الأولمبية
- اللجنة الأولمبية الفنزويلية [الإنجليزية]

### كرة السلة

#### الأندية الرياضية
- منز سانا 1871 باسكت (منذ موسم 2015-16)
- باسكت نابولي (أيضًا الراعي الرئيسي) (منذ موسم 2014/2015)
- باتيباجليزي باسكت (أيضًا الراعي الرئيسي) (منذ موسم 2014/2015)
- باسكت دياب نابولي (أيضًا الراعي الرئيسي) (منذ موسم 2014/2015)
- سكافاتي باسكت (أيضًا الراعي الرئيسي)
- باسكت نورد باريز
- يوفي كازيرتا باسكت (منذ موسم 2016/2017)
- أورونداي ونيفرزيتاريو
- إسبوير بي بي سي[1]
- غلطة سراي

### المنتخبات الوطنية
- فنزويلا (منذ 2019)
- مالطا

### المنتخبات غير الوطنية
- بادانيا (منذ يونيو 2014)
- لوهانسك (منذ يونيو 2018)
- سيكيلي لاند (منذ أبريل 2018)

### الأندية الرياضية
- كاي إف أبولونيا فاير
- كاي إس دلفينا
- كاي إف إلباساني
- نادي سبارتكو تيرانا [الإنجليزية]
- بانفيلد (منذ موسم 2020)
- نادي أتليتيكو بيلغرانو (منذ موسم 2021)
- خميناسيا خوخوي (منذ موسم 2021)
- تاليريس كوردوبا (منذ موسم 2019)
- بالمين تايجرز إف سي (منذ موسم 2017)
- نادي أولمبيك سراييفو (منذ موسم 2014/2015)
- فيليز موستار (منذ موسم 2015/2016)
- نادي برازيليا لكرة القدم
- نادي تومبينس
- نادي أولمبيك سراييفو
- فيليز موستار
- نادي ليتكس لوفتش
- نادي سترومسكا سلافا رادومير [الإنجليزية]
- أوشمياني
- نادي نافتان نوفوبولوتسك
- لوتارو دي بوين
- APEP FC [الإنجليزية]
- تشالكانوروس إيداليو [الإنجليزية]
- نيا سلاميس فاماغوستا
- نادي بايك [الإنجليزية]
- نادي بودوسفيركوس أوميلوس إكسيلوتيمبو [الإنجليزية]
- نادي باردوبيتسه [الإنجليزية] (موسم 2015/2016)
- نادي انتر دي باياغوانا [الإنجليزية]
- نادي فوكستون لكرة القدم (منذ 2016/2017)
- نادي هوجويد هاريس
- نادي مارغيت
- نادي أكسفورد بيرباريانز
- نادي هوكينغ
- Whey Beys
- نادي جبل /طارق سكوربيونز
- توس 06 روكسهايم
- نادي بانيتوليكوس
- نادي لاريسا
- نادي إيراكليس (سالونيك) (منذ موسم 2016/2017)
- نادي باباي [الإنجليزية] (منذ موسم 2014/2015)
- نادي نييريجيهازا سبارتاكوس [الإنجليزية]
- نادي فيزبريم [الإنجليزية]
- نادي بيتشي [الإنجليزية]
- نادي البيسولا 2010
- نادي أرزانيز [الإنجليزية]
- نادي كاربي (منذ موسم 2015/2016)
- نادي أفيلينو
- نادي كاراريس كالتشيو [الإنجليزية]
- نادي كافيز 1919 [الإنجليزية] (منذ موسم 2017/2018)
- نادي تشلانو مارسيكا [الإنجليزية]
- كييفو فيرونا
- Due Torri
- نادي فيديليس أندريا [الإنجليزية] (منذ موسم 2017/2018)
- نادي راسينغ فوندي [الإنجليزية]
- نادي ايشيا ايسولافيردي [الإنجليزية]
- نادي يوفنتوس ستابيا [الإنجليزية] (منذ موسم 2019/2020)
- نادي مانتوفا
- نادي ماتيرا كالتشيو [الإنجليزية] (منذ موسم 2018/2019)
- نادي مسينا
- نادي ميزولارا [الإنجليزية]
- نادي باغانيز كالتشيو 1926 [الإنجليزية] (منذ موسم 2018/2019)
- نادي بوردينوني كالتشيو
- سافويا 1908
- نادي سكافيتسي كالتشيو  [الإنجليزية]
- تيراتشينا كالشيو
- نادي توريس 1903 [الإنجليزية]
- النادي الأهلي الأردني
- نادي الرمثا (منذ 2021)
- نادي الوحدات
- نادي الجهراء (منذ موسم 2014/2015)
- نادي الصليبيخات (منذ موسم 2015/2016)
- نادي الساحل الكويتي (منذ موسم 2015/2016)
- نادي القادسية الكويتي (منذ موسم 2015/2016)
- نادي برقان (منذ موسم 2015/2016)
- نادي يورمالا [الإنجليزية]
- نادي الثور توراج [الإنجليزية]
- نادي ويلتز 71 [الإنجليزية]

### المنتخبات الوطنية
إسرائيل
 كرواتيا

### مغنيين
باولو فاليسي

## وصلات خارجية
- الموقع الرسمي
- الموقع الرسمي